# Samuel C. Forker

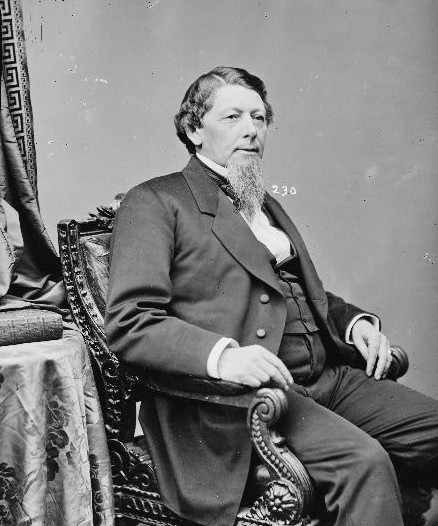
Samuel C. Forker

Samuel Carr Forker (* 16. März 1821 in Mount Holly, Burlington County, New Jersey; † 10. Februar 1900 in Edgewater Park, New Jersey) war ein US-amerikanischer Politiker. Zwischen 1871 und 1873 vertrat er den Bundesstaat New Jersey im US-Repräsentantenhaus.

## Werdegang
Samuel Forker besuchte die öffentlichen Schulen seiner Heimat. Später zog er nach Bordentown, wo er im Bankgewerbe arbeitete. Dort war er Kassierer und Direktor der Bordentown Banking Co. Gleichzeitig begann er als Mitglied der Demokratischen Partei eine politische Laufbahn. Bei den Kongresswahlen des Jahres 1870 wurde Forker im zweiten Wahlbezirk von New Jersey in das US-Repräsentantenhaus in Washington, D.C. gewählt, wo er am 4. März 1871 die Nachfolge von Charles Haight antrat. Da er im Jahr 1872 dem Republikaner Samuel A. Dobbins unterlag, konnte er bis zum 3. März 1873 nur eine Legislaturperiode im Kongress absolvieren.
Nach dem Ende seiner Zeit im US-Repräsentantenhaus arbeitete Samuel Forker bis 1890 wieder im Bankgewerbe. Danach zog er sich in den Ruhestand zurück, den er bei seinem Sohn in Delanco verbrachte. Er starb am 10. Februar 1900 in Edgewater Park.